# Emotional instabile Persönlichkeitsstörung
Bei der emotional instabilen Persönlichkeitsstörung handelt es sich um eine Persönlichkeitsstörung, die nur im ICD-10 enthalten ist.
Sie ist gekennzeichnet durch eine deutliche Tendenz, Impulse ohne Berücksichtigung von Konsequenzen auszuagieren, verbunden mit unvorhersehbarer und launenhafter Stimmung. Es besteht eine Neigung zu emotionalen Ausbrüchen und eine Unfähigkeit, impulshaftes Verhalten zu kontrollieren. Ferner besteht eine Tendenz zu streitsüchtigem Verhalten und zu Konflikten mit anderen, insbesondere wenn impulsive Handlungen durchkreuzt oder behindert werden.
Zwei oft vorhandene Charakteristika bei dieser Störung sind das dichotome Denkmuster („Schwarz-Weiß-Denken“) und der ständige Wechsel bei Nahestehenden zwischen deren Idealisierung und kompletter Entwertung.

## Subtypen
Die emotional instabile Persönlichkeitsstörung umfasst nach ICD-10 zwei Unterformen: den impulsiven Typ (F60.30) und den Borderline-Typ (F60.31)
Für den impulsiven Subtyp müssen mindestens drei der folgenden Verhaltensweisen vorliegen (darunter 2.):
1. deutliche Tendenz, unerwartet und ohne Berücksichtigung der Konsequenzen zu handeln,
2. deutliche Neigung zu Streitereien und Konflikten mit anderen, vor allem dann, wenn impulsive Handlungen unterbunden oder getadelt werden,
3. Neigung zu Ausbrüchen von Wut oder Gewalt mit der Unfähigkeit zur Kontrolle explosiven Verhaltens,
4. Schwierigkeiten in der Beibehaltung von Handlungen, die nicht unmittelbar belohnt werden,
5. unbeständige, launische Stimmung.

Für den Borderline-Subtyp müssen drei Kriterien des impulsiven Subtyps zutreffen sowie zusätzlich zwei der folgenden Eigenschaften:
1. Störungen und Unsicherheit bezüglich Selbstbild, Zielen und inneren Präferenzen (einschließlich sexueller),
2. Neigung, sich in intensive, aber instabile Beziehungen einzulassen, oft mit der Folge von emotionalen Krisen,
3. übertriebene Bemühungen, das Verlassenwerden zu vermeiden,
4. wiederholte Drohungen oder Handlungen mit Selbstbeschädigung,
5. anhaltendes Gefühl von innerer Leere.

Der impulsive Typus ist „vorwiegend gekennzeichnet durch emotionale Instabilität und mangelnde Impulskontrolle“. Dagegen ist der Borderline-Typus „zusätzlich gekennzeichnet durch Störungen des Selbstbildes, der Ziele und der inneren Präferenzen, durch ein chronisches Gefühl von Leere, durch intensive, aber unbeständige Beziehungen und eine Neigung zu selbstdestruktivem Verhalten mit parasuizidalen Handlungen und Suizidversuchen.“
Das DSM-5 unterscheidet nicht zwischen diesen beiden Unterformen.

## Differentialdiagnosen
Für den impulsiven Typus:
- Aufmerksamkeitsdefizit-/Hyperaktivitätsstörung (ADHS)
- Dissoziale Persönlichkeitsstörung[2]

Für den Borderline-Typus:
- Posttraumatische Belastungsstörung
- Schizophrenie
- Affektive Störung
- Histrionische Persönlichkeitsstörung[2]